# Lafayette Escadrille
Lafayette Escadrille (Brasil: Lutando só pela Glória / Portugal: Contigo nos Meus Braços) é um filme de 1958, em preto e branco do gênero drama dirigido por William A. Wellman. Conta a história de pilotos de avião da França e suas relações amorosas durante a Primeira Guerra Mundial.